# Мазур Петро Андрійович
Петро Андрійович Мазур (9 липня 1923, Вишнопіль — 27 серпня 2008, Львів) — український скульптор.

## Біографія
Народився 9 липня 1923, Вишнопіль, тепер Хмельницького району Хмельницької області. Вступив до Кролевецького художнього училища. Через півтора року був змушений покинути навчання через початок другої світової війни. Мобілізований до радянського війська, брав участь у штурмі Праги та Берліна. Демобілізований 1947 року у Хабаровську. Нагороджений медалями. Вступив на третій курс Львівського училища прикладного мистецтва, яке за три роки закінчив. 1956 року закінчив Львівський інститут декоративного і прикладного мистецтва. Серед викладачів з фаху — І. Севера, В. Манастирський, М. Бендрик, А. Оверчук, І. Якунін. Від 1967 року член Спілки художників УРСР. 1983 року відзначений Почесною грамотою Президії Верховної Ради Української РСР. 1992 року отримав звання Заслуженого художника України. Мешкав у Львові на вулиці Тарнавського, 116. Помер 27 серпня 2008 року.
Роботи
- «Зоя Космодем'янська», 1959, тонований бетон, 47×32×29.[7]
- Пам'ятник Б. Хмельницькому в селі Заболотці, Золочівського р-ну (1960)[3].
- Портрет народного майстра М. Павловського (1963)[1].
- «Т. Г. Шевченко» (1964)[1].
- Пам'ятник Володимирові Леніну біля будинку № 29 на вулиці Караджича у Львові (1964)[8].
- «М. Островський» (1964, кована мідь)[9].
- Пам'ятники Т. Шевченку в селі Заболотці, Золочівського р-ну (1964; 1978; 1989)[3].
- Портрет члена КПЗУ Ернеста (М. Теслюка) (1965)[1].
- «М. О. Шолохов» (1966, мармур)[10].
- «Карл Маркс», 1967, мармур, 71×58×57[7].
- «Син Еллади» (1967)[1].
- Портрет Маноліса Глезоса. 1967, майоліка, 48×38×35[11].
- Меморіал солдатам і підпільникам-партизанам 1944 року (1968)[3].
- «В. І. Ленін». 1970, гіпс, 250×110×70[11].
- Пам'ятник радянським солдатам у Виноградові (1971, співавтори скульптор В. Дяченко та архітектор І. Євдокимов)[12].
- Пам'ятники загиблим землякам у селах Попівці Золочівського району (1972)[13], Олеськ (1975)[14], Грушатичі (1976, архітектор І. Наконечний)[15], Великі Новосілки (1977, архітектор В. Кузубов)[16], Домашів (1979, архітектор О. Скоп)[17], Старе Село Львівського району, (1982, архітектор М. Гірняк)[18], у селах Танатари і Бринзяни (Молдова)[2].
- Пам'ятник прикордонникові І. М. Середі в селі Лопушанка Самбірського району (1973, архітектор В. Кузубов)[19].
- Пам'ятник М. Островському в Бориславі (1974)[20].
- «Бригадир комплексної бригади БУ-15 Львівпромбуду Б. Стаховський». 1975, штучний камінь, 64×54×40[21].
- Портрет коваля Львівського заводу автонавантажувачів Б. І. Худого (1977, тонований гіпс, 67×47×43)[22].
- «В. І. Ленін» (1977, карбована мідь, 100×80×70)[22].
- Портрет М. В. Струтинського (1977, тонований гіпс, 72×30×38)[22].
- Портрет О. П. Колодяжного (1977, тонований гіпс, 67×32×39)[22].
- «Приборкувачі надр» (1977, тонований гіпс, 83×100×93)[23][24].
- «В. І. Ленін» (1979, карбована мідь, 100×60×70)[25].
- Пам'ятник С. Будьонному у Бродах (1980, архітектор В. Литвин)[20].
- «Приборкувач вогню» (1982, тонований гіпс, 88×40×26)[26].
- «Учасник боїв „бродівського котла“ парторг полка В. М. Секретарюк» (1982, тонований гіпс, 60×50×35)[27].
- Пам'ятник Миколі Островському в селі Коросно (1982, архітектор В. Пліхівський)[28].
- Пам'ятник секретарю райкому комсомолу М. С. Кравцю в Ходорові (1983)[29].
- Пам'ятник Володимирові Леніну у Старому Самборі (1983, архітектор Андрій Шуляр)[15].
- Меморіальна таблиця Іванові Франку на вулиці Генерала Чупринки, 14 у Львові (1986, бронза)[30].
- «Іван Франко» (1986, тонований гіпс, 96×52×51)[31].
- Композиція «Приборкувачі надр» (1990)[3].
- Пам'ятник Т. Шевченку в селі Боршів, Львівського р-ну (1991)[3].
- Меморіал «Шанувальниця книг» (Канада, 1993)[3].
- Композиції «Непрочитана книга», «Людина і світ» (обидві 1995)[3].